# 기념주화

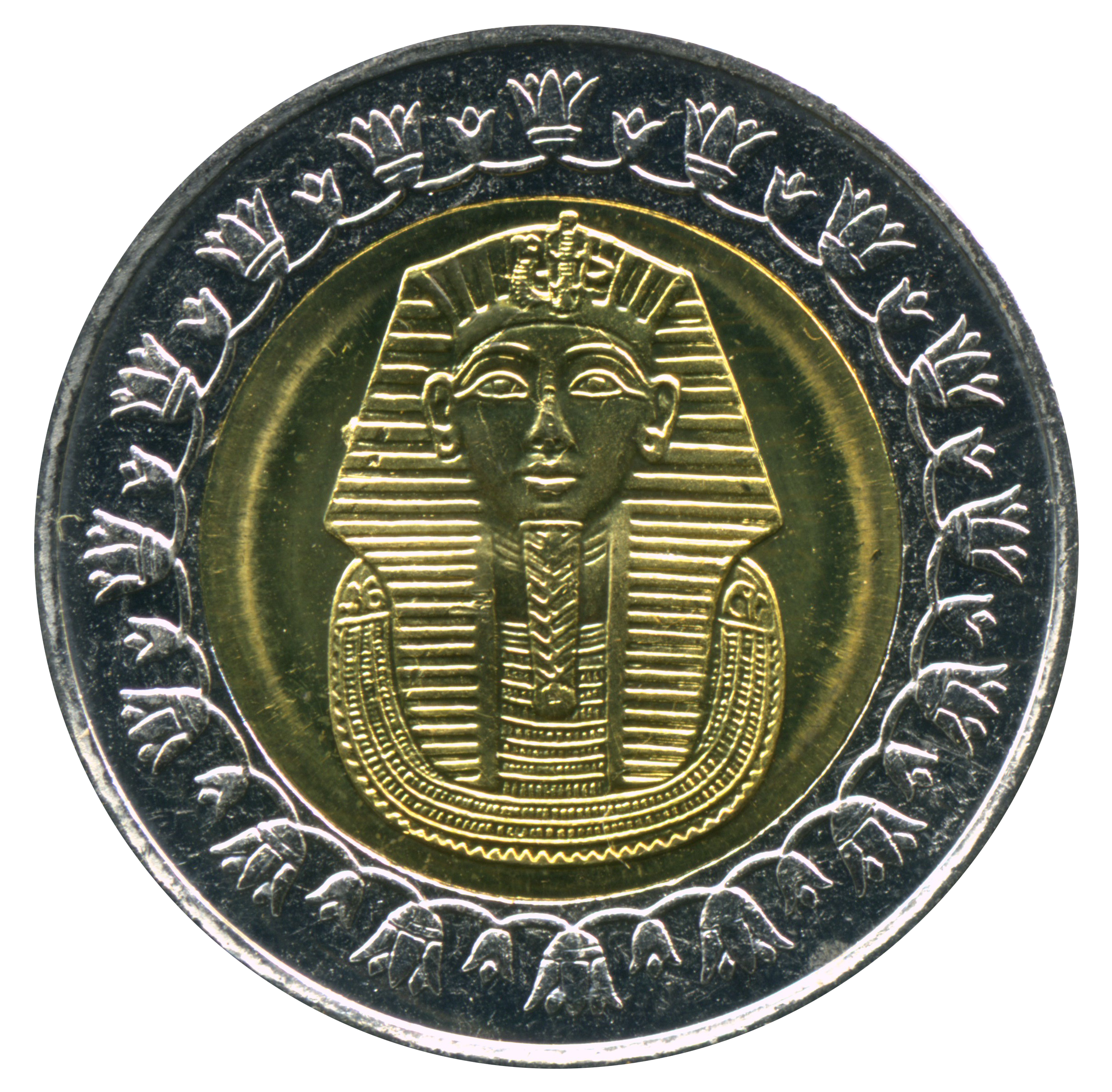

기념주화(紀念鑄貨, commemorative coins)는 특정한 무언가를 기념하기 위해 발행하는 주화이다. 대부분의 기념주화는 수집용 물건으로서만 취급되지만, 일부 국가에서는 정규 거래용 기념주화를 발행하기도 한다.

## 같이 보기
- 주화수집